# Solar do Ribeirinho
O Solar do Ribeirinho é um grupo de vestígios arqueológicos do século XVII em Machico, na Ilha da Madeira, Portugal. Atualmente integra o Núcleo Museológico de Machico- Solar do Ribeirinho. Os vestígios consistem num piso de cavalariça e num poço-cisterna, postos a descoberto no Verão de 1998.
O poço-cisterna, de forma cilíndrica, tem aproximadamente 6,5m de profundidade e 1,10 m de diâmetro interno. Foi construído com pedra basáltica. A boca tem um revestimento de argamassa, aproveitando alguns blocos de cantaria vermelha.
As sondagens arqueológicas permitiram identificar a primitiva cavalariça do solar, com partes de paredes de pedra aparelhada assente em calcetamento de calhau rolado.
Os trabalhos arqueológicos forneceram também um numeroso conjunto de espólio arqueológico dos séculos XVI, a XIX, destacando-se a cerâmica (faianças portuguesas dos séculos XVI a XVIII; cerâmica vidrada, cerâmica comum e várias dezenas de fragmentos de formas de açúcar), os fragmentos de azulejos do século XVII, um brasão do século XVII, entre outros objectos (moedas, botões em osso, tachas, ferraduras de cavalo, etc).
Mais recentemente, escavações puseram à vista um conjunto de estruturas hidráulicas, destinadas ao regadio de campos de cana-de-açúcar nos arredores do solar.